# Вокнер, Иржи
Иржи Вокнер (чеш. Jiří Vokněr; 12 мая 1931, Нимбурк — 29 мая 2018, Нимбурк) — чехословацкий гребец-каноист, выступал за сборную Чехословакии на всём протяжении 1950-х годов. Участник летних Олимпийских игр в Мельбурне, чемпион мира, победитель многих регат национального и международного значения.

## Биография
Иржи Вокнер родился 12 мая 1931 года в городе Нимбурке Среднечешского края.
Первого серьёзного успеха на взрослом международном уровне добился в сезоне 1954 года, когда попал в основной состав чехословацкой национальной сборной и побывал на чемпионате мира во французском Маконе, откуда привёз награду золотого достоинства, выигранную в зачёте одиночных каноэ на дистанции 10000 метров.
Благодаря череде удачных выступлений удостоился права защищать честь страны на летних Олимпийских играх 1956 года в Мельбурне — в одиночках на десяти километрах был близок к призовым позициям, заняв итоговое четвёртое место позади румына Леона Ротмана, венгра Иштвана Хернека и советского гребца Геннадия Бухарина, которые финишировали первым, вторым и третьим соответственно.
После мельбурнской Олимпиады Вокнер ещё в течение некоторого времени оставался в основном составе гребной команды Чехословакии и продолжал принимать участие в крупнейших международных регатах. Так, в 1958 году он выступил на домашнем мировом первенстве в Праге, где получил серебряные медали в программе каноэ-одиночек на километровой и десятикилометровой дистанциях — в обоих финальных заездах его опередил представитель Советского Союза Геннадий Бухарин. Вскоре по окончании этих соревнований Иржи Вокнер принял решение завершить спортивную карьеру, уступив место в сборной молодым чехословацким гребцам.